# Jean-Louis Pons
Pour les articles homonymes, voir Pons.
Jean-Louis Pons (Peyre, 24 décembre 1761 – Florence, 14 octobre 1831) est un astronome français. Il a débuté à l'Observatoire de Marseille en 1789 comme concierge où il est initié à l'astronomie. Il se spécialise rapidement dans la découverte de comètes et deux siècles après sa mort, il est toujours le principal découvreur de comètes homologuées par observation oculaire. Il est surnommé l'aimant des comètes.

## Biographie

### Jeunesse
Jean-Louis Pons naît le 24 décembre 1761 dans une famille modeste à Peyre, aujourd'hui La Piarre, dans les Hautes-Alpes, en France. Il est le dixième d'une fratrie de douze enfants.
Il est envoyé à Marseille pour apprendre à lire et à écrire.
À 27 ans, il est embauché comme concierge à l'Observatoire des Accoules de Marseille et montre un grand intérêt pour le travail des astronomes.

### Mémorisation du ciel exceptionnelle
Le directeur de l'observatoire, Guillaume de Saint-Jacques de Silvabelle et son adjoint Jacques-Joseph Thulis, qui lui succédera à sa mort en 1801, remarquent ses dons exceptionnels pour acquérir la connaissance du ciel et sa mémorisation.
Cette capacité remarquable à se souvenir et constater les changements du ciel est reconnu par ses contemporains. Ainsi René Alby note dans Biographie universelle ancienne et moderne : Il acquit une telle connaissance de l'aspect ordinaire du ciel, qu'il s'apercevait au premier coup d'oeil des moindres changements qui y survenaient.
Les directeurs l'initient aux instruments et le laissent apparemment libre dans ses recherches. Deux ans après son entrée à l'observatoire, il fabrique en trois jours sa propre lunette et découvre aussitôt  "sur le front de la Grande Ourse" le 11 juillet 1801 sa première comète,, comète découverte à Paris le lendemain par Charles Messier. Jean-louis Pons recevra 600 (fr) promis par l'astronome Lefrançois de Lalande au premier découvreur de comète.

### Carrière
En 1813, à la mort de Jacques-Joseph Thulis, il obtient à la demande du Bureau des longitudes le poste d'astronome adjoint. Sa nomination est officialisée par un décret impérial de juillet 1813. Il est nommé directeur adjoint en 1818. 
Le baron de Zach, ami et correspondant du directeur de l'observatoire de Marseille, Jacques-Joseph Thulis, recommande Jean-Louis Pons à la Princesse de Bourbon pour diriger en Italie le nouvel observatoire de Marlia dont il a dressé les plans. La princesse appelle effectivement l'astronome marseillais et dès le jour de son arrivée le 4 décembre 1819, il découvre la comète 1819 IV. 
Après la fermeture de l'observatoire de Marlia en 1824, le grand-duc Léopold II de Toscane nomme Jean-Louis Pons directeur de l'observatoire rattaché au musée de physique et d'histoire naturelle de Florence. 
François Arago note dans son astronomie populaire, la découverte du 15 juillet 1825 par Pons de la grande comète nommée plus tard la comète du Taureau. Elle est visible pendant un an. 
Il perd peu à peu la vue, son dernier écrit date de 1827 date de sa dernière découverte de comète et reste fidèle à l'observatoire de Florence jusqu'à sa mort.

### Reconnaissance des scientifiques
Les pairs de Jean-Louis Pons lui ont attribué de nombreux surnoms élogieux l’aimant des comètes, yeux pénétrants et zèle infatigable, chasseur de comètes, astrognose néologisme du baron de Zach.
Les rapports entre l'éminent astronome, écrivain et éditeur reconnu au niveau européen, le  baron de Zach, ont d’abord été d’une « amicale dérision ». 
Le décret impérial signé à Dresde le 13 juin 1813 portant la nomination du concierge au rang d'astronome adjoint a suscité les sarcasmes du baron.
L'astronome Augustus de Morgan rapporte une anecdote confiée par le baron de Zach. Ce dernier reçoit une lettre de Pons lui signalant une période sans trouvailles malgré ses recherches persistantes. Cette période correspondant à un Soleil sans taches, le baron répondit que les comètes reviendraient avec de nouvelles taches. Quelque temps après, il reçut une lettre de remerciement, une comète est apparue en concomitance de taches solaires. Les scientifiques s'accordent sur cette anecdote en mode plaisanterie des deux complices.
Pons va ensuite forcer l’admiration du baron pour son habileté à entretenir les instruments qui soufrent du mistral et de la corrosion des vents marins puis de construire lui-même sa lunette. C'est le baron de Zach en personne qui recommande le directeur adjoint de l'observatoire de Marseille pour diriger le nouvel observatoire de Marlia.

## Découvertes
Entre le 11 juillet 1801 et 1827 il découvre 37 comètes, plus que n'importe qui d'autre dans l'histoire de l'astronomie.
Il découvre cinq comètes périodiques, dont seulement trois portent encore son nom aujourd'hui : 7P/Pons-Winnecke, 12P/Pons-Brooks et 273P/Pons-Gambart. Une de ces cinq, observée le 26 novembre 1818, s'appelle 2P/Encke, communément la comète de Encke, du nom de Johann Franz Encke, qui calcula son orbite et détermina ainsi qu'elle possédait une période remarquablement courte.

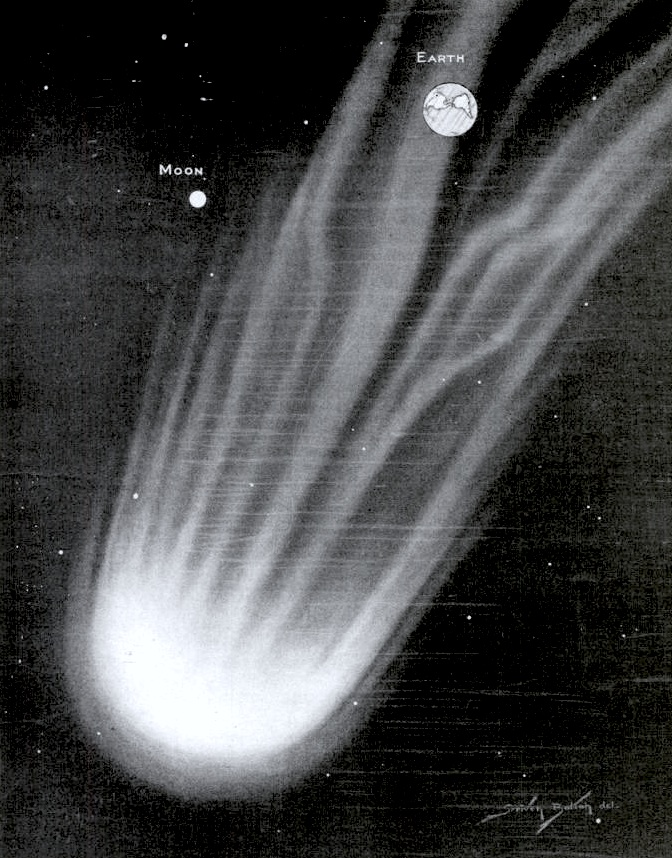
Pons-Winnecke vue d'artiste
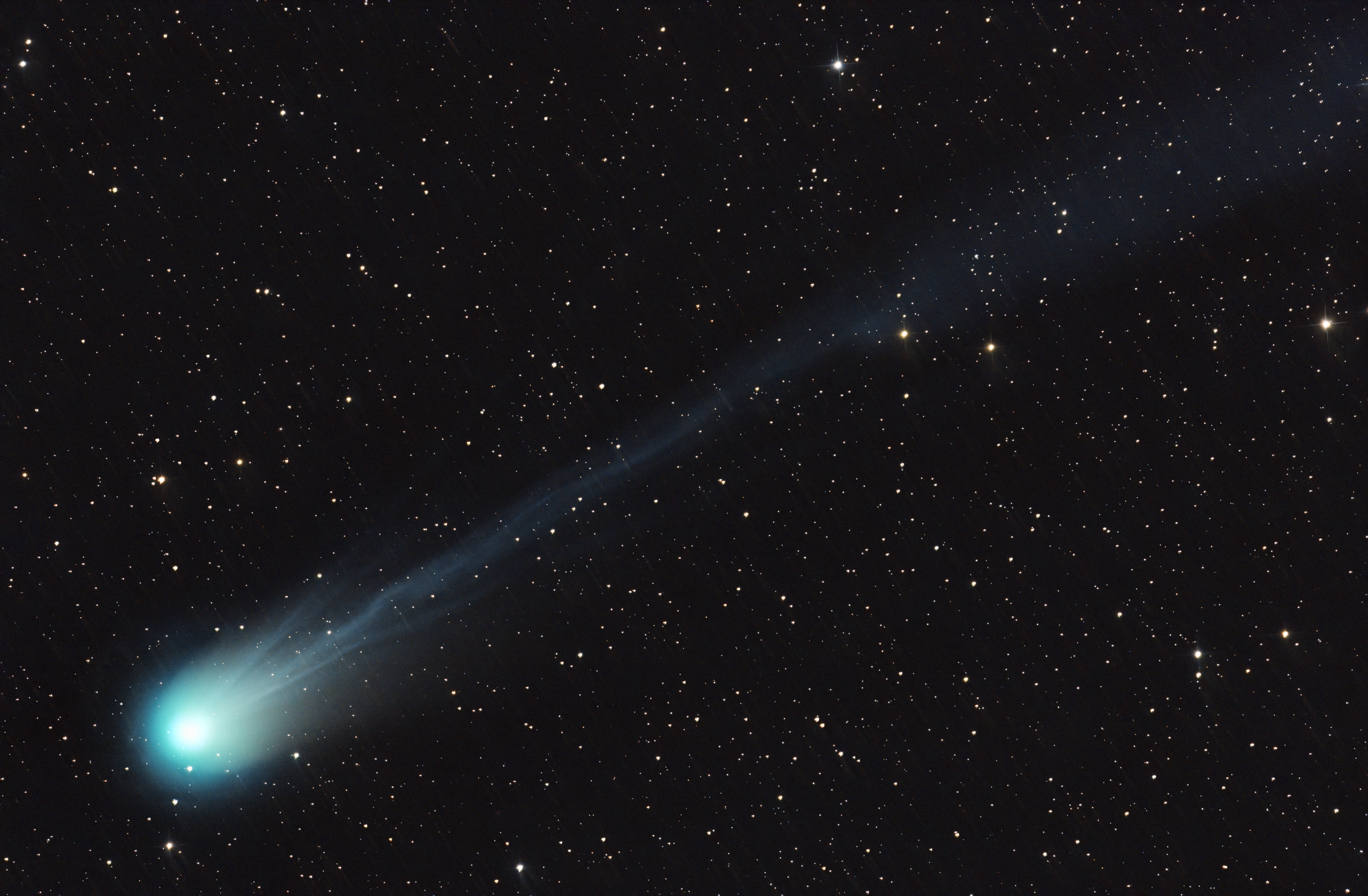
Pons-Brooks en mars 2024
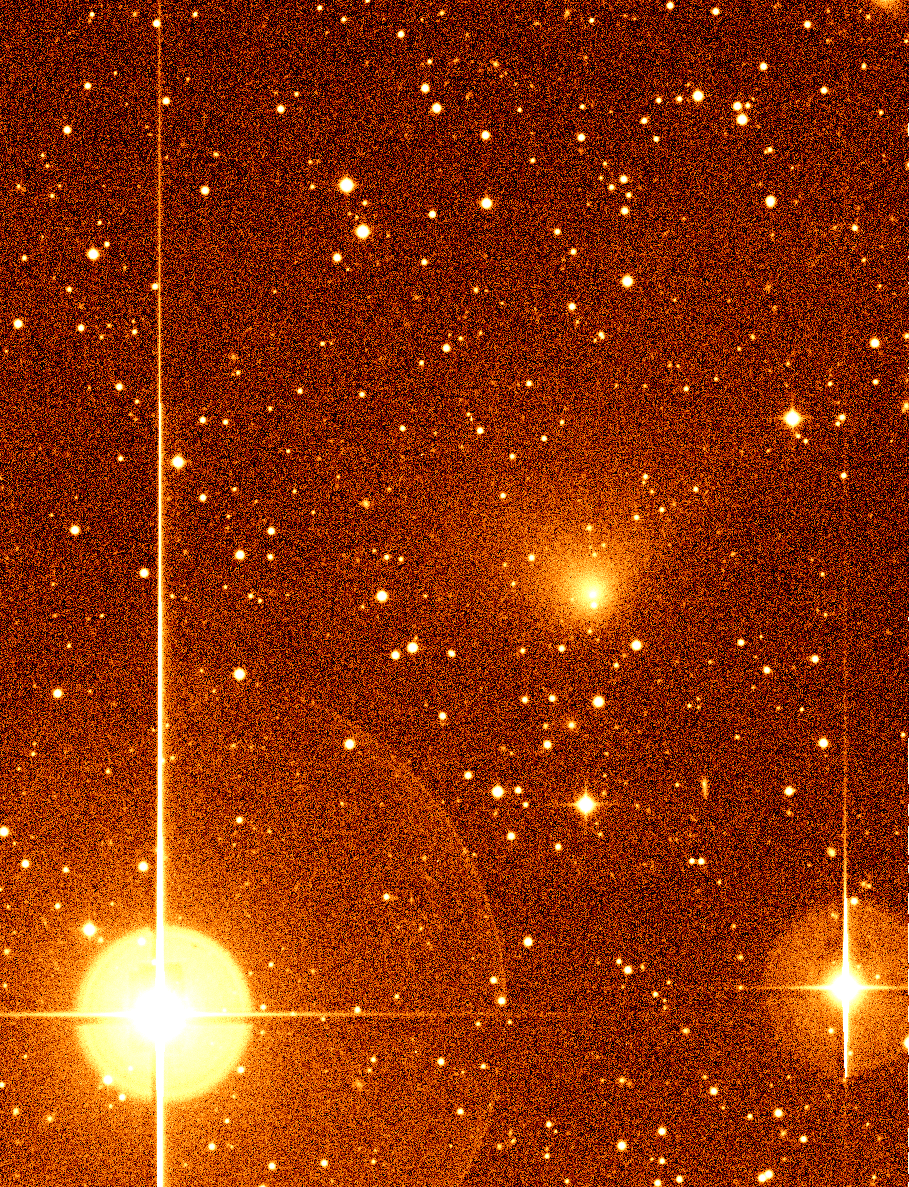
Pons-Gambart mars 2013

Pons est également le co-découvreur de la comète anciennement nommée « Pons-Coggia-Winnecke-Forbes » et désormais sous la désignation 27P/Crommelin, d'après Andrew Crommelin, qui calcula son orbite. Il découvrit également la comète périodique 26P/Grigg-Skjellerup en 1808.

## Récompense
Pons reçoit en 1818 le prix Lalande de l'Académie des sciences, pour la découverte de trois comètes cette année-là, ainsi que la médaille d'argent de la Royal Astronomical Society en 1824.

## Hommage
Il meurt le 14 octobre 1831 et en 1935, l'Union astronomique internationale a donné le nom de Pons à un cratère lunaire et plus tard à (7645) Pons, un astéroïde.

## Publications
- (de) Pons, M. ; von Biela, W., Beobachtungen des von Pons und v. Biela im vorigen Jahre entdeckten Cometen auf der Altomaer Sternwarte vom Herausgeber gemacht, vol. 5, Astronomische Nachrichten, 1826 (DOI 10.1002/asna.18270050303, Bibcode 1826AN......5...39P, lire en ligne), p. 39
- (it) Pons, M., Dessen, Osservazione alla nuova Cometa scoperta da Mr. Pons nella Costellazione dell' Eridano il di 7 Agosta 1826, vol. 5, Astronomische Nachrichten, 1826 (Bibcode 1826AN......5..151P, lire en ligne), p. 151
- (de) Pons, M, Beobachtungen des von Pons im Luchs entdeckten Cometen, vol. 6, Astronomische Nachrichten, 1827 (Bibcode 1827AN......6...43P, lire en ligne), p. 43
- Pons, Observations de Mr. Pons à Florence de la Comète qu'il a découverte le 3 Août 1827 à 2h du matin, Astronomische Nachrichten, 1829 (Bibcode 1829AN......7..291P, lire en ligne)